# AV Aalsmeer
Atletiek Vereniging Aalsmeer (AVA) is een Nederlandse Atletiekvereniging. De vereniging is officieel lid van de Atletiekunie en is ondergebracht in de regio Amsterdam.

## Geschiedenis
AV Aalsmeer werd opgericht in 1964 en heeft een eigen atletiekbaan aan de Sportlaan in Aalsmeer. AVA heeft ongeveer 300 leden en biedt, in de breedste vorm, allerlei takken van atletiek aan haar leden. Naast de atletiekvereniging zelf maken onder andere ook verschillende scholen en de triatlonvereniging uit Aalsmeer (Oceanus Triatlon Team) gebruik van de atletiekbaan.

## Faciliteiten
De vereniging maakt gebruik van een kunststof atletiekbaan met 6 (rond)lanen en 8 sprintlanen. Deze baan is aangelegd in 1987 en medio 2019 volledig vervangen. Naast de rondbaan beschikt de baan over een driedubbele verspringaanloop, een waterbak, een discuskooi, een kogelring en een dubbele speer- en hoogspringaanloop. Vlak naast de baan staan een clubgebouw met krachthonk en een kleedkamergebouw, welke beiden eind 2020 nieuw werden opgeleverd.

## Activiteiten
Elke tweede woensdag van de maand organiseert de vereniging een baanloop, waarbij naast de hoofdafstand van 5000 m ook een 3000 m en een 1000 m gelopen kunnen worden. Deze afstanden starten gelijktijdig om 20:00 uur. Na afloop is er voor elke deelnemer een plantje beschikbaar en zijn de rondetijden van de baanloop beschikbaar op de website. Daarnaast worden er door de vele vrijwilligers verschillende andere atletiek/hardloopevenementen georganiseerd, zoals de Schoolatletiekdag (in mei), Scholierenveldloop (in oktober) en de jaarlijkse Clubkampioenschappen (baan & cross), en in het verleden wegwedstrijden als de Westeinderloop (in maart/april) en de Ringvaartloop (in november).

## Bekende (oud-)atleten
- Andre Groot
- Marica Onos-Zethof
- Erik Oostweegel
- Jan Zethof
- Tilly van der Zwaard